# Keni Thomas
Keni Thomas (Gainesville, 1965) è un cantante e militare statunitense, reduce della battaglia di Mogadiscio del 3 ottobre 1993 mentre serviva nel 75º Reggimento Rangers durante l'Operazione Gothic Serpent. Dopo il congedo è divenuto in seguito un cantante di musica country.